# Redgranite
Redgranite és una població dels Estats Units a l'estat de Wisconsin. Segons el cens del 2000 tenia 1.040 habitants.

## Demografia
Segons el cens del 2000, Redgranite tenia 1.040 habitants, 440 habitatges, i 268 famílies. La densitat de població era de 180,9 habitants per km².
Dels 440 habitatges en un 29,5% hi vivien nens de menys de 18 anys, en un 46,6% hi vivien parelles casades, en un 11,6% dones solteres, i en un 38,9% no eren unitats familiars. En el 32,5% dels habitatges hi vivien persones soles el 17,7% de les quals corresponia a persones de 65 anys o més que vivien soles. El nombre mitjà de persones vivint en cada habitatge era de 2,3 i el nombre mitjà de persones que vivien en cada família era de 2,91.
Per edats la població es repartia de la següent manera: un 24,9% tenia menys de 18 anys, un 7,8% entre 18 i 24, un 24,6% entre 25 i 44, un 20,7% de 45 a 60 i un 22% 65 anys o més.
L'edat mediana era de 39 anys. Per cada 100 dones de 18 o més anys hi havia 86,8 homes.
La renda mediana per habitatge era de 26.726 $ i la renda mediana per família de 34.875 $. Els homes tenien una renda mediana de 27.109 $ mentre que les dones 22.361 $. La renda per capita de la població era de 13.994 $. Aproximadament el 6,2% de les famílies i l'11,1% de la població estaven per davall del llindar de pobresa.

## Poblacions més properes
El següent diagrama mostra les poblacions més properes.